# بروك فالنتاين
بروك فالنتاين (بالإنجليزية: Brooke Valentine)‏ هي عارضة وملحنة ومغنية مؤلفة وممثلة أمريكية، ولدت في 5 أكتوبر 1984 في هيوستن في الولايات المتحدة.

## وصلات خارجية
- الموقع الرسمي
- بروك فالنتاين على موقع IMDb (الإنجليزية)
- بروك فالنتاين على موقع ميوزك برينز (الإنجليزية)
- بروك فالنتاين على موقع إن إن دي بي (الإنجليزية)
- بروك فالنتاين على موقع ديسكوغز (الإنجليزية)
- بروك فالنتاين على موقع قاعدة بيانات الفيلم (الإنجليزية)